# Ulla Kock am Brink

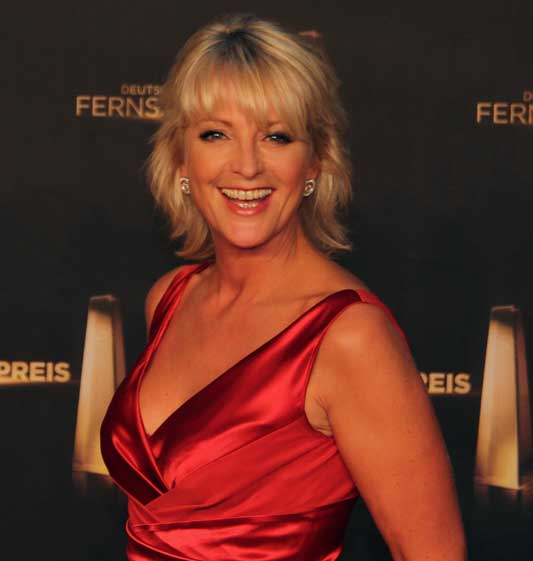
Ulla Kock am Brink (2012)

Ursula Eva Maria „Ulla“ Kock am Brink (* 10. Juli 1961 in Mülheim an der Ruhr) ist eine deutsche Fernsehmoderatorin. Sie wurde in den 1990er-Jahren mit Formaten wie Die 100.000 Mark Show bekannt.

## Biografie
Ulla Kock am Brink wuchs neben zwei Brüdern und einer Schwester als drittes Kind des Orthopäden Hans Kock am Brink und dessen Frau Helga in Bottrop auf, wo sie 1981 am Heinrich-Heine-Gymnasium das Abitur machte. Sie schrieb für die Lokalausgabe der WAZ Artikel über Volleyball, traute sich aber den Beruf der Journalistin nicht zu und begann ein Lehramtsstudium in Bonn. Sie studierte von 1981 bis 1984 Sozialwissenschaft, Germanistik und Spanisch, ab 1984 Sonderpädagogik in Köln ohne Abschluss. Nebenher jobbte sie beim WDR, arbeitete bei diversen Sendungen mit und wurde von Jürgen von der Lippe, Rudi Carrell und John de Mol fürs Fernsehen entdeckt.
Von 1989 bis 2001 moderierte Kock am Brink mehrere Gameshows und andere Fernsehsendungen, unter anderem Verzeih mir (RTL, 1992–1993), Glücksritter (RTL, 1996–1997), Die 100.000 Mark Show (RTL, 1993–1998), die Lotto-Show (Das Erste, 1998–2001), die Gala Ein Herz für Kinder (Das Erste) und die Verleihung des Deutschen Fernsehpreises. Ihr Versuch, auf ProSieben mit der Ulla Kock am Brink Show eine Art täglichen Late-Night-Talk zu etablieren, scheiterte nach zwei Monaten an zu geringen Einschaltquoten. Im Jahr 2000 wechselte Kock am Brink zum ZDF und moderierte das aus den USA übernommene Format Ca$h – Das Eine-Million-Mark-Quiz. Ab 2004 moderierte sie zusammen mit Jörg Thadeusz die Talkshow Leute am Donnerstag im Fernsehprogramm des rbb. Die Sendung wurde im März 2005 wegen schlechter Einschaltquoten eingestellt. Im selben Jahr moderierte sie gemeinsam mit Axel Bulthaupt Typisch deutsch? im Ersten, die jedoch auch nur verhaltene Einschaltquoten vorweisen konnte.
Von 2010 bis 2012 moderierte Kock am Brink bei Sat.1 drei Staffeln der Spielshow Die perfekte Minute. Außerdem moderierte sie dort 2011 die Familienshow Der Bastelkönig sowie 2012 die Doku-Reihe Die große Welt der kleinen Menschen. Im November 2020 zog sie sich bei der Sendung Showtime of my Life – Stars gegen Krebs des Senders VOX aus, um auf die Dringlichkeit der Krebsfrüherkennung aufmerksam zu machen. Die Sendung wurde im Februar 2021 ausgestrahlt. Im September 2022 erschien eine Neuauflage der 100.000 Mark Show unter der Moderation von Kock am Brink. Im März 2023 kehrte sie mit einer Neuauflage von Die perfekte Minute zu Sat.1 zurück.

## Privatleben
Kock am Brink führte 1991 eine Kurzehe. Von 2003 bis 2010 war sie mit dem Fernsehproduzenten Theo Baltz verheiratet, der zu Beginn der Beziehung noch der Ehemann von Sabine Christiansen war, mit der Kock am Brink befreundet war. Seit 2019 ist sie mit dem Rechtsanwalt Peter Fissenewert verheiratet, mit dem sie seit 2013 zusammen ist. Kock am Brink lebt – nach 20 Jahren in Berlin – seit Frühjahr 2022 mit ihrem Ehemann auf Sylt.

## Auszeichnungen
- 1995: Goldene Kamera für Die 100.000 Mark Show
- 1998: Telestar, Beste Moderation Unterhaltung für Die Lotto-Show